# Brownhills
Brownhills is een plaats in het bestuurlijke gebied Walsall, in het Engelse graafschap West Midlands. De plaats telt 19.866 inwoners.